# دينيس غولدبرغ
دينيس غولدبرغ (بالإنجليزية: Denis Goldberg) هو مدافع عن الحقوق المدنية جنوب أفريقي، ولد في 11 أبريل 1933 في كيب تاون في جنوب أفريقيا. عرضت قصة سجنه في جنوب أفريقيا من خلال فيلم الهروب من بريتوريا، وقام بتمثيل دوره الممثل إيان هارت سنة 2020.